# Баумоль, Уильям
Уильям Джек Ба́умоль (англ. William Jack Baumol; 26 февраля 1922, Нью-Йорк, США — 4 мая 2017, Нью-Йорк, США) — американский экономист, автор модели «Болезнь издержек» Баумоля.

## Биография
Уильям родился 26 февраля 1922 году в семье еврейских эмигрантов из России Соломона Баумоля и Лиллиан Ицкович.
Закончил Городской колледж Нью-Йорка, получив степень бакалавра в 1942 году. После окончания колледжа служил в армии США, в министерстве сельского хозяйства США в 1942—1943 годах, и в 1946 году. В 1949 году был удостоен докторской степени по философии в Лондонской школе экономики, защитив свою диссертацию по теме «Экономика благосостояния и теория государства».
С 1949 года профессор Принстонского университета. С 1971 года профессор Нью-Йоркского университета.
Был президентом Американской экономической ассоциации в 1981 году, президентом Международного атлантического экономического общества в 1985—1986 годах, членом Национальной академии наук США с 1987 года.

## Научный вклад
В результате работы консультантом в деловом мире Баумоль обнаружил, что фирмы не реагировали на изменение ситуации так, как должны вести себя компании, максимизирующие прибыль согласно ортодоксальной теории. В реальности их целью была максимизация выручки от продаж практически вне зависимости от затрат, которые они при этом несли. Поскольку издержки имеют большое значение, Баумоль выдвинул гипотезу, согласно которой фирмы стремятся максимизировать объём продаж, если минимальная расчётная прибыль уже получена.

## Награды
За свои достижения был неоднократно награждён:
- 1977 — Премия Джона Роджерса Коммонса;
- 1987 — Премия Фрэнка Сейдмана.

## Сочинения
на русском языке:
- Баумоль У. Экономическая теория и исследование операций / Пер. с англ. — М.: Прогресс, 1965. — 496 с. (Economic theory and operations analysis, 1961);
- Баумоль У. Дж., Квандт Р. Э. Эмпирические методы и оптимально несовершенные решения // Вехи экономической мысли. Том 2. Теория фирмы/Под ред. В. М. Гальперина — СПб.: Экономическая школа, 2000. — С. 448—476. — 534 с. — ISBN 5-900428-49-4 (англ. Rules of thumb and optimally imperfect decisions, 1964);
- Баумоль У. Детерминанты отраслевой структуры и теория состязательных рынков // Панорама экономической мысли конца XX столетия / под ред. Д. Гринэуэя, М. Блини, И. Стюарта. — СПб.: Экономическая школа — ГУ—ВШЭ, 2002. Т. 1. — С. 618—637 — 670 c. — ISBN 5-900428-66-4
- Баумоль У. Дж. Состязательные рынки: мятеж в теории структуры отрасли // Вехи экономической мысли. Том 5. Теория отраслевых рынков / Пер. с англ. под общ. ред. А. Г. Слуцкого. — СПб.: Экономическая школа, 2003. — С. 110—140 — 669с. — ISBN 5-900428-76-1 (англ. Contestable Markets:An Uprising in the Theory of Industry Structure, 1982);
- Баумоль У. Чего не знал Альфред Маршалл: вклад XX столетия в экономическую теорию // Вопросы экономики — 2001. — № 2. — С. 73—107.
- Баумоль У. Исполнительские искусства // Экономическая теория. / Под ред. Дж. Итуэлла, М. Милгейта, П. Ньюмена. — М.: Инфра-М, 2004 — С. 665—670 — 931 с. — ISBN 5-16-001750-X.
- Баумоль У. Микротеория инновационного предпринимательства / Пер. с англ. — М.: Изд-во Института Гайдара, 2013. — 432 с. — ISBN 978-5-93255-376-3 (The Microtheory of Innovative Entrepreneurship, 2010);
- Анатомия дефицита // Отечественные записки, 2005, № 4. (седьмая глава книги)
- Сорок лет спустя (интервью с Уильямом Баумолем) // Прагматика культуры.